# Kloostrimetsa
Kloostrimetsa is een subdistrict of wijk (Estisch: asum) binnen het stadsdistrict Pirita in Tallinn, de hoofdstad van Estland. De wijk omvat het Kloostrimets (‘Kloosterbos’), het bos dat vroeger bij het Piritaklooster hoorde. Het klooster ligt in de aangrenzende wijk Pirita en is sinds 1577 een ruïne.
De wijk telde 81 inwoners op 1 januari 2020. Het is dan ook geen woonwijk, maar in de wijk vindt men een aantal voorzieningen en vooral nog steeds veel bos.
De grens met de wijk Kose wordt voor een groot deel gevormd door de rivier Pirita.

## Bijzonderheden

### Tv-toren
In de wijk bevindt zich de Tv-toren van Tallinn, 314 m hoog. De toren kan bezichtigd worden.

### Woudbegraafplaats
Ook de ‘Woudbegraafplaats’ (Estisch: Metsakalmistu) bevindt zich op het grondgebied van Kloostrimetsa. Hier hebben vele prominente Esten hun laatste rustplaats gevonden. Onder hen zijn bijvoorbeeld:
- Konstantin Päts, staatshoofd van Estland tussen 1933 en 1940
- Johannes Vares, president van de Estische Socialistische Sovjetrepubliek tussen 1940 en 1946
- Lennart Meri, president tussen 1992 en 2001
- Heino Eller, componist
- Artur Lemba, componist
- Lepo Sumera, componist
- Georg Ots, zanger
- Lydia Koidula, dichteres
- Juhan Smuul, schrijver en dichter
- Anton Hansen Tammsaare, romanschrijver
- Paul Keres, schaker

### Botanische tuin
De Botanische Tuin van Tallinn in Kloostrimetsa is met 123 ha de grootste van heel Estland. De tuin is gesticht in 1961 en is voor het publiek toegankelijk. Men vindt er o.a. een arboretum, een rosarium en een rotstuin.

### Gewezen racecircuit
Het Pirita-Kose-Kloostrimetsa-circuit was een racecircuit van bijna 6,8 km over een tracé door de wijken Pirita, Kose en Kloostrimetsa. Tussen 1933 en 2000 werden er auto- en motorraces gehouden. Op 2 juli 2000 kwam hier de motorcoureur Joey Dunlop om het leven. Sindsdien is het circuit buiten gebruik. Op de plaats van het fatale ongeluk staat een gedenksteen voor Dunlop.

## Foto's

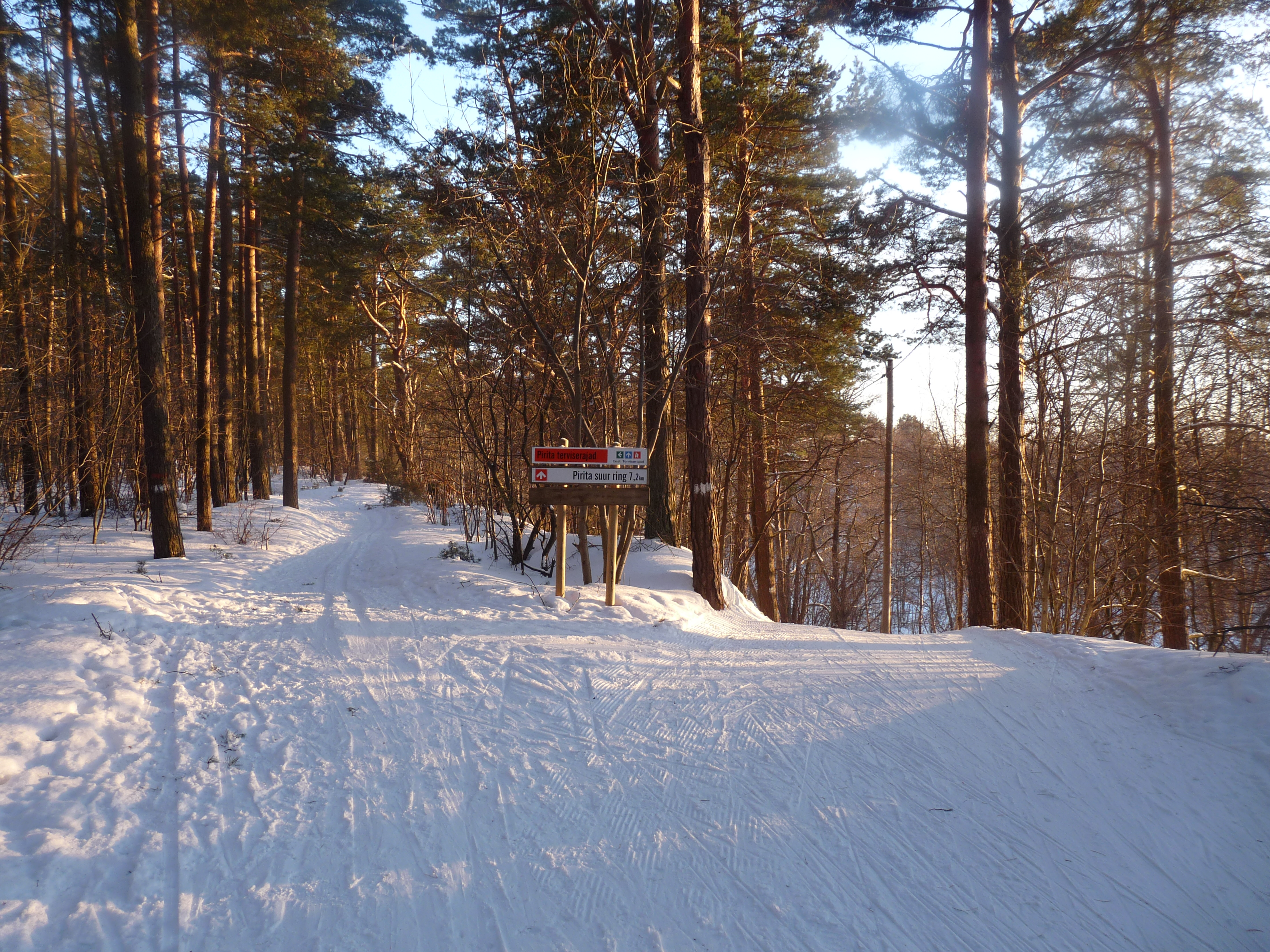
Kloostrimetsa in de winter
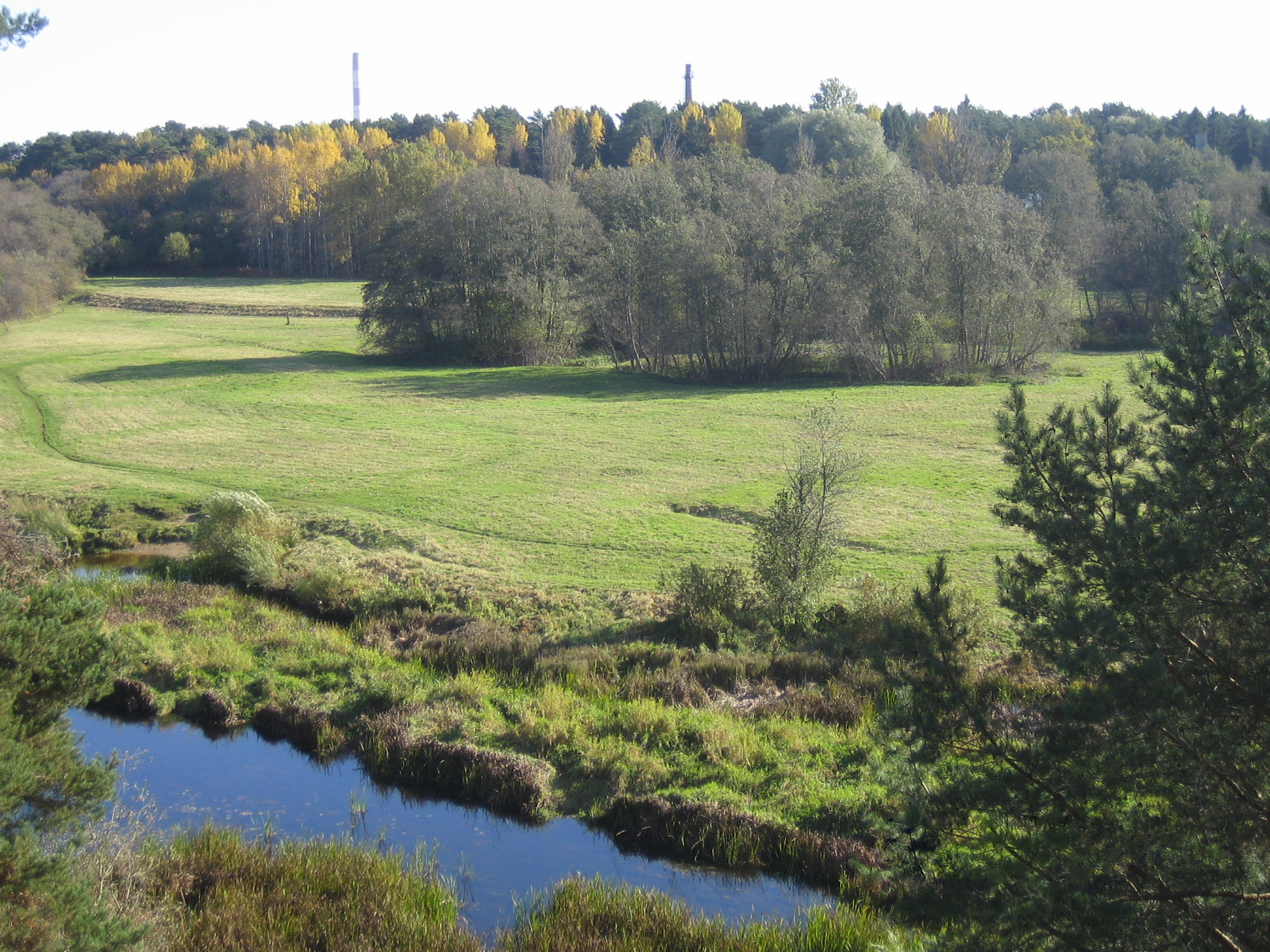
De rivier Pirita
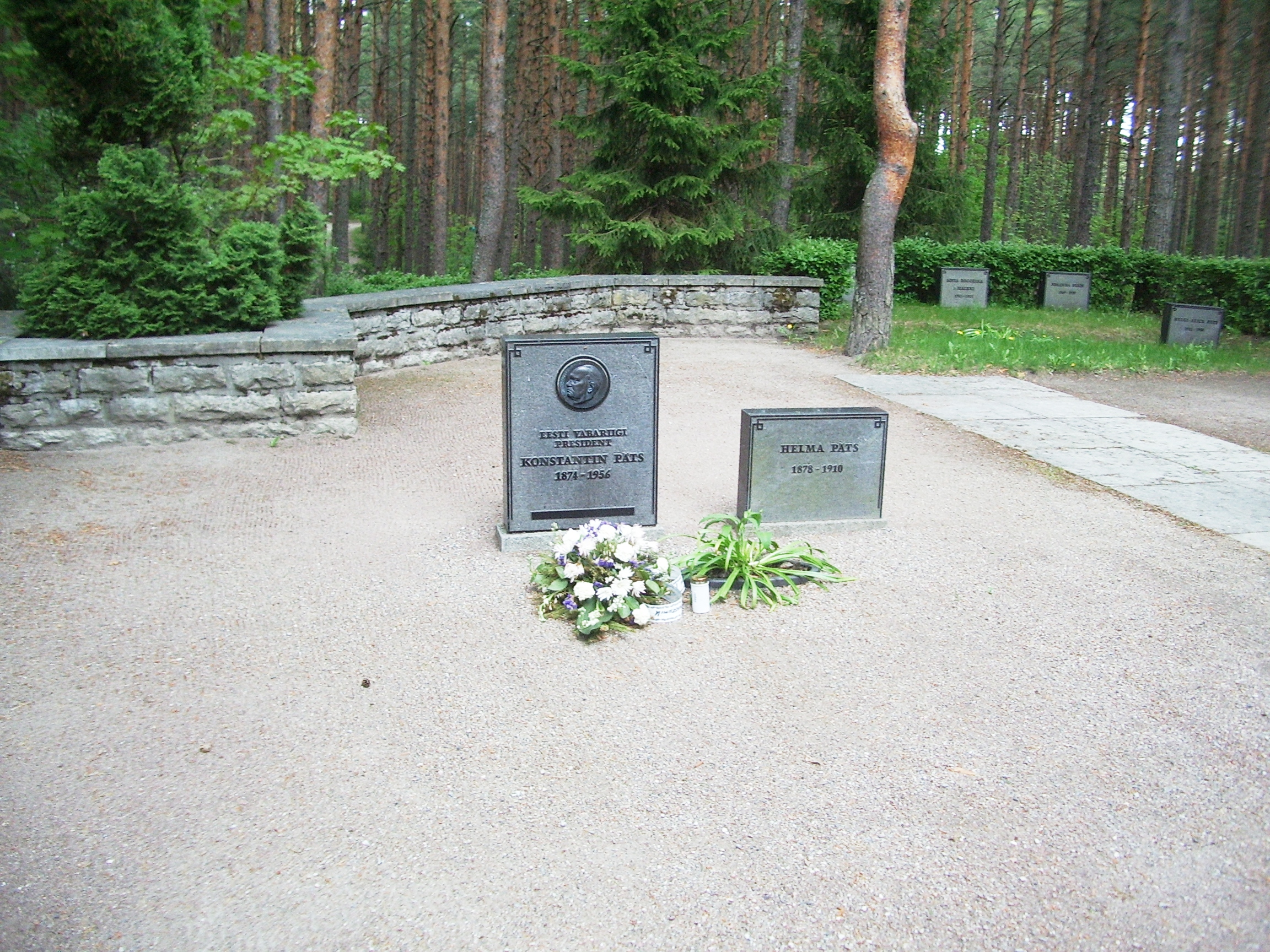
Het graf van Konstantin Päts op de Woudbegraafplaats
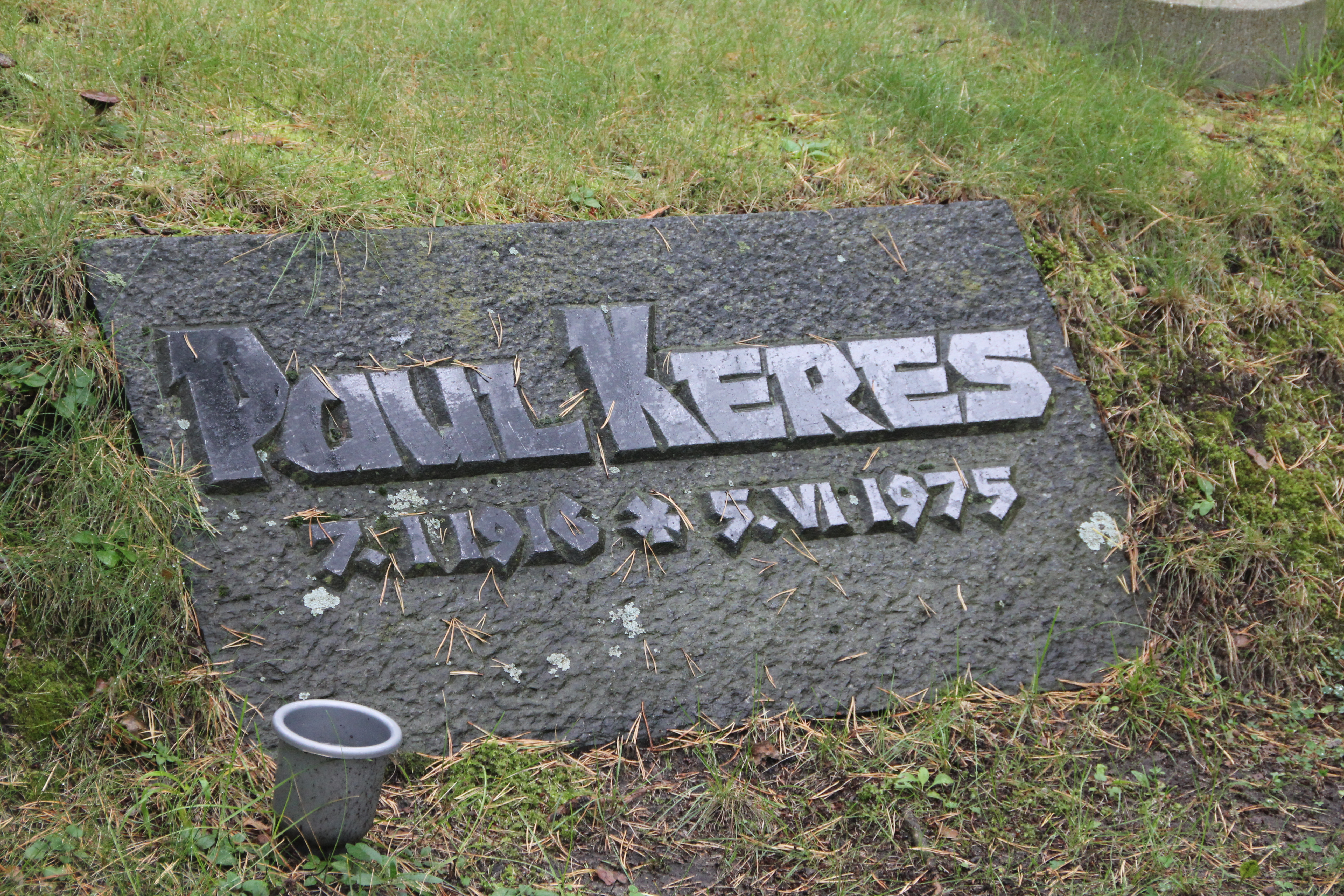
Het graf van Paul Keres op de Woudbegraafplaats
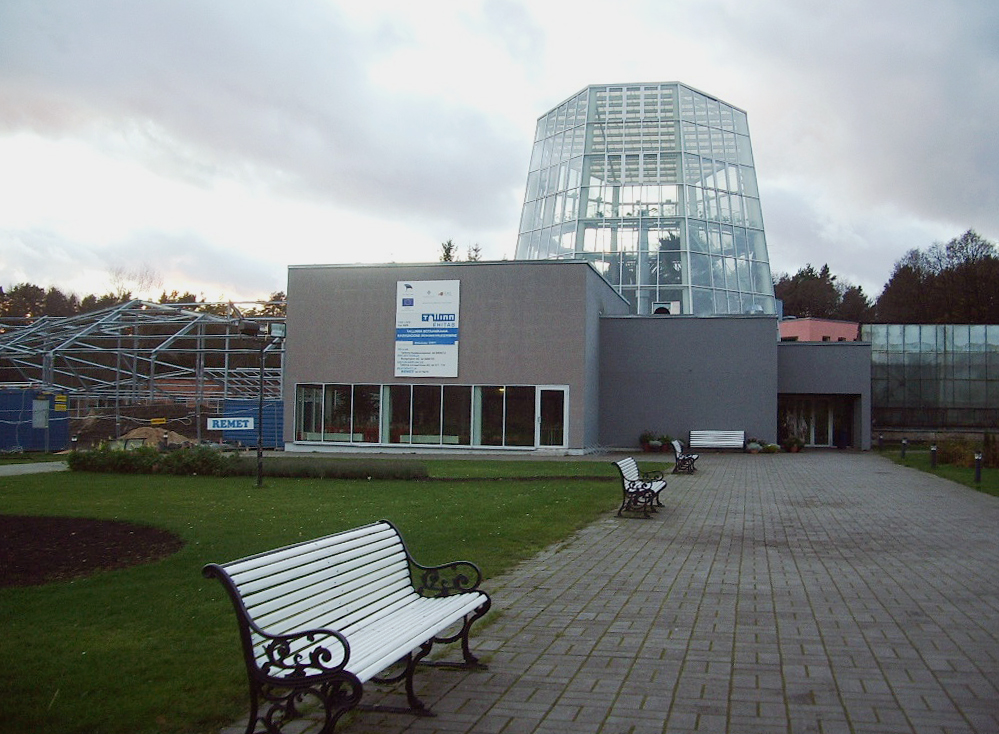
Het hoofdgebouw van de botanische tuin